# City of London Police
City of London Politi er City of Londons politistyrke. Den er ikke en del af Metropolitan Police Service, som har ansvaret for resten af Greater London. City of London Politi har ca. 1.200 ansatte, hvoraf 800 er polititjenestemænd. Der er politistationer ved Snow Hill, Wood Street og Bishopsgate. 
Den moderne politistyrke blev stiftet i 1839, da Corporation of London bestemte sig for at modernisere politiet for at undgå at den ældre styrke blev indlemmet i Metropolitan Police. Dens historie går længere tilbage, da den er en direkte efterfølger til City of London Watch som blev grundlagt i det 13. århundrede. 